# Буландра, Тони
Тони Буландра (рум. Tony Bulandra; 13 марта 1881, Тырговиште — 5 апреля 1943, Бухарест) — румынский театральный деятель, актёр театра и кино, режиссёр.

## Биография
В 1902 году окончил Бухарестскую консерваторию, ученик К. Ноттара, во время учёбы исполнял небольшие роли в спектаклях Национального театра в Бухаресте, получил первую премию за исполнение роли в трагедии, затем два года занимался в Париже.
В 1903 году дебютировал на сцене Национального театра в Бухаресте. С приходом в 1905 году в Национальный театр режиссёра А. Давилы Н. Буландра стал получать ведущие роли. Вместе с Давилой Н. Буландра покинул Национальный театр и в 1909 стал солистом труппы «Компания Давилы».
В 1911 году с успехом играл заглавную роль в «Сиде» П. Корнеля. В 1912—1913 годах — вновь выступал на сцене в Национального театра. В 1914—1941 годах Н. Буландра и его жена Л. Стурдза-Буландра организовали и возглавляли театральную труппу «Компания Буландра, И. Манолеску, В. Максимилиана, Г. Сторина», куда входили актёры А. Бузеску, Н. Бэлцэцяну, Г. Калборяну и др. Труппа, стала художественно значимым театром, где в течение многих лет супруги играли, были режиссёрами. Здесь ставилась национальная драматургия, воспитывались лучшие румынские актёры.
«Компания Буландра» продолжала традиции А. Давилы. Здесь достигла расцвета актёрская деятельность Н. Буландры.
Он обладал прекрасными внешними данными, звонким мелодичным голосом, пылким сценическим темпераментом. С виртуозной точностью и чёткостью разрабатывал внешний рисунок роли. Н. Буландр славился как исполнитель ролей «любовников» в салонных пьесах французских авторов («Маркиз де Приола» А. Лаведана, «Полусвет» и «Дама с камелиями» Дюма и др.). Был также же прекрасным исполнителем таких ролей, как Гамлет, Отелло, Карл Моор, Сирано де Бержерак; Герцог Рейхштадский («Орленок» Ростана), Гельмер («Нора» Ибсена), Хиггинс («Пигмалион» Шоу), Вронский («Анна Каренина» Л.Толстого), Гаев («Вишнёвый сад» Чехова), Барон («На дне» М. Горького). В репертуар своего театра стремился включать произведения Шекспира, Шиллера, Ибсена, Л.Толстого) пьесы национальных драматургов Д. М. Замфиреску, А. Кирицеску, Т. Мушатеску и др.
С участием Тони Буландра, Л. Стурдза-Буландра и Аурела Барбельяна, других актёров Национального театра Бухареста в 1911 году был снят первый игровой румынский фильм «Роковой роман» (Amor Fatal).

## Избранная фильмография
- Amor fatal (1911)
- Dragoste la mănăstire (1912)
- Trenul fantomă (1933)

Автор книги, посвящённой драматическому искусству «Conservatorul de artă dramatică», Бухарест (1902)
Награждён орденом «Bene Merenti al Casei Domnitoare».